# Maison d'Elijas Flajšman
La maison d'Elijas Flajšman, située 10 rue Cara Dušana (en serbe cyrillique : Кућа у улици Цара Душана бр. 10 ; en serbe latin : Kuća u ulici Cara Dušana br. 10), se trouve à Belgrade, la capitale de la Serbie, dans la municipalité urbaine de Stari grad. Construite entre 1724 et 1727, elle est inscrite sur la liste des biens culturels de la Ville de Belgrade. Son ancienneté lui vaut le surnom de « plus ancienne maison de Belgrade ».

## Présentation
La maison d'Elijas Flajšman, un sellier, a été construite entre 1724 et 1727 et elle constitue un des premiers bâtiments de la capitale serbe bâtis lors de l'occupation de la ville par les Autrichiens entre 1717 et 1739. Elle a été édifiée en fonction du plan d'urbanisme établi par le colonel Nicolas Doxat de Démoret.
La maison dispose d'une cave, d'un rez-de-chaussée et d'un étage et a été conçue pour faire partie d'un rang de sept édifices. Sa façade originelle était dotée d'une corniche séparant le rez-de-chaussée du premier étage et de pilastres situés de chaque côté ; le toit était probablement annoncé par une grande corniche. La maison est typique d'un ensemble résidentiel et commercial, tel qu'on peut en voir en Autriche dans la région du Danube au XVIIIe siècle.